# Nava (Coahuila)
Nava es una localidad del estado mexicano de Coahuila. Es la cabecera del municipio de Nava.

## Demografía
| Gráfica de evolución demográfica |
|                                  |

| Censo | Población |
| ----- | --------- |
| 1900  | 1 944     |
| 1910  | 1 777     |
| 1921  | 1 822     |
| 1930  | 1 786     |
| 1940  | 2 101     |
| 1950  | 2 131     |
| 1960  | 3 118     |
| 1970  | 4 097     |
| 1980  | 5 860     |
| 1990  | 13 912    |
| 2000  | 17 730    |
| 2010  | 22 192    |
| 2020  | 26 963    |